# Fikri Elma
Fikri Elma (* 1. ledna 1934 – 15. listopadu 1999, Ankara) byl turecký fotbalový útočník a reprezentant.

## Klubová kariéra
Hrál za klub Ankara Demirspor.
V sezóně 1961/62 se stal v dresu Ankara Demirsporu s 21 vstřelenými brankami nejlepším střelcem turecké nejvyšší fotbalové ligy.

Celkem vstřelil za Ankara Demirspor 128 ligových gólů a je tak členem klubu 100'LER KULÜBÜ sdružujícího fotbalisty se 100 a více nastřílenými brankami v turecké nejvyšší lize.

## Reprezentační kariéra
V roce 1953 nastupoval za tureckou reprezentaci do 18 let.